# Ladysmith (Wisconsin)
Ladysmith è una città degli Stati Uniti d'America, situata in Wisconsin, nella Contea di Rusk, della quale è anche il capoluogo.